# Uno Rothman
Uno Sixten Rothman, född 22 november 1905 i Älvdalen, Kopparbergs län, död 27 januari 1948 i Älvdalen, var en svensk målare och illustratör.
Han var son till hemmansägaren Jan Persson Rotman och Anna Persdotter. Rothman var huvudsakligen autodidakt som konstnär. Han medverkade i ett antal samlingsutställningar i Dalarna där han visade upp landskaps- och genremålningar. Som illustratör illustrerade han bland annat Lars Levanders Övre Dalarnas bondekultur under 1800-talets förra hälft.